# Anders Nygren (ingenjör)
Anders Nygren, född 1970, är en svensk ingenjör och företagsledare. 
Nygren är sedan 2022 verkställande direktör för fastighetsbolaget Hufvudstaden. Han har jobbat på företaget sedan 2006 och jobbade innan dess på Skanska.